# Чесница у алексиначким селима
Чесница у неким алексиначким селима, се за разлику од остатка Србије, ставља у проју или погачу вече уочи православне нове године 13. јануара, а не на Бадњи дан. Овај обичај се до данас одржао у неким селима попут Рсовца и Копривнице. Уколико се младић и девојка венчају са неким ко прави чесницу на другачији начин, онда се договарају да ли ће задржати свој обичај или прихватити партнеров, пошто не ваља правити две чеснице за исту годину.

## Обичај
Први је божићне обичаје у Алексинцу проучавао етнолог Тихомир Ђорђевић, за свој часопис Караџић. Такође их је прочавао Петар Ж. Петровић, и објавио 1926. године у Зборнику за народни живот и обичаје јужних Славена. На Бадњи дан домаћице у алексиначким селима месе разне врсте погача од пшенице  :колач њива (са ознаком пса и змије на крајевима, између њих крстева и ступова), колач ливада (има ознаке човека, штапа-тојаге, овце и јагњад), колач гувно (ознаке стогова, коња, човека), колач волови (ознаке за волове, јарам, плуг и човека), бачва (има удубљење у средини и ознаке лозе и грожђа) и један велики божићни вечерњи колач (који има велики број знакова, крст, сноп, стог, камара, домаћин, ћељад, гувно, волови, коњ, овца, свиња, плуг, јарам, змија, пас, вечерња, уже, гиџе). Главна погача није садржала пару или чесницу. Вечера посна се састојала од сарме од пиринча, са празилуком, зачињене зејтином, ђувеч са црним луком, купусник са купусом и орасник од танких пшеничних корица, густи пасуљ, салата од празилука и маслина, печенке (беле печене тикве). На Бадњи дан се три пута храни стока, да би била плодна, а пси се не хране тог дана, да преко године не бесне.За Божић се спрема прасе које се зове божићар. У неким селима у прасе се ставља дуња као лек од гушобоље, врабац, или јабука, а неки стављају и орахе, да се окрећу око ражња, како би се девојке окретале око момака и обрнуто. Врапцем се омрси прво женска особа. За Божић се једе божићни колач који се ломи уз вино. Такође не садржи пару, то је новијег датума, и у Алексинац је дошло као обичај из других крајева. Сама чесница се прави тек уочи Нове године. Жене месе бараницу од пројиног брашна и масти. У њу се стави пара, треска од куће, мало јарме (крупно сточно жито-прекрупа) и по једно зрно од сваког жита и варива (пасуљ и слично, само по једно зрно). Једе се уз ручак из тепсије виљушкама, а онај који нађе пару имаће среће и пара те године. Пару може наћи и неко ко није укућанин, уколико се затекао у гостима на ручку. Већина села није знала за "чесницу" и она је имала само назнаке у бараници, да би се касније измешала са обичајима из других крајева. Нова година се у Алексинцу рачунала од Божића, јер се тада просипала стара вода, уносио бадњак обучен у мушку кошуљу нежењеног човека, и дани од Божића до православне нове године и касније до Богојављења , сматрали су се опасним и некрштеним данима, када светом ходају виле, караконџуле, вампири и веровало се које се дете роди тих дана снаћи ће га велика несрећа у животу.
Данас се у Алексинцу сваке православне нове године 14. јануара ломи традиционално чесница у коју је стављен златни дукат са ликом Богородице у центру града.